# Santuario Nagata
El santuario Nagata (長田神社 Nagata jinja?) es un santuario sintoísta en Nagata-ku, parte de la ciudad de Kobe, en la prefectura de Hyōgo, Japón. El santuario, que venera a Kotoshironushi-no-Okami, se trata de uno de los más antiguos del país.

## Historia

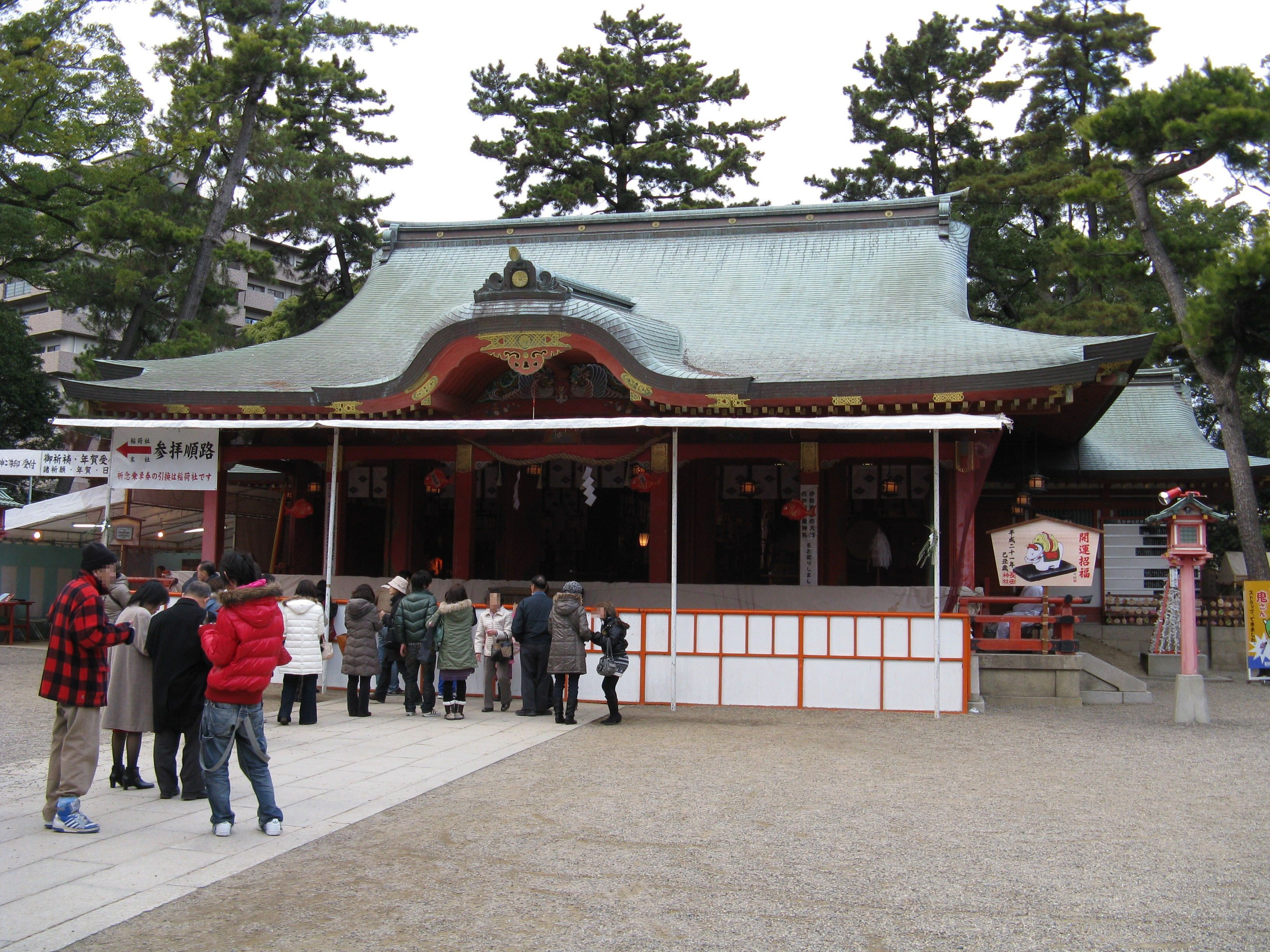
Uno de los salones del santuario

Según el Nihon Shoki, Nagata fue fundado por la emperatriz Jingū a principios del siglo III junto con los santuarios de Hirota e Ikuta. El lugar está asociado con Amaterasu, la kami del Sol, quien se dice que le dijo a la emperatriz que se necesitaba un santuario en Nagata. En 2001, el santuario celebró sus 1800 años de historia.
Desde 1871 hasta 1946, Nagata fue designado oficialmente como uno de los kanpei-chūsha (官 幣 中 社?), lo que significa que se encontraba en el segundo nivel de santuarios apoyados por el gobierno, que eran especialmente venerados por la familia imperial.

## Festivales y eventos

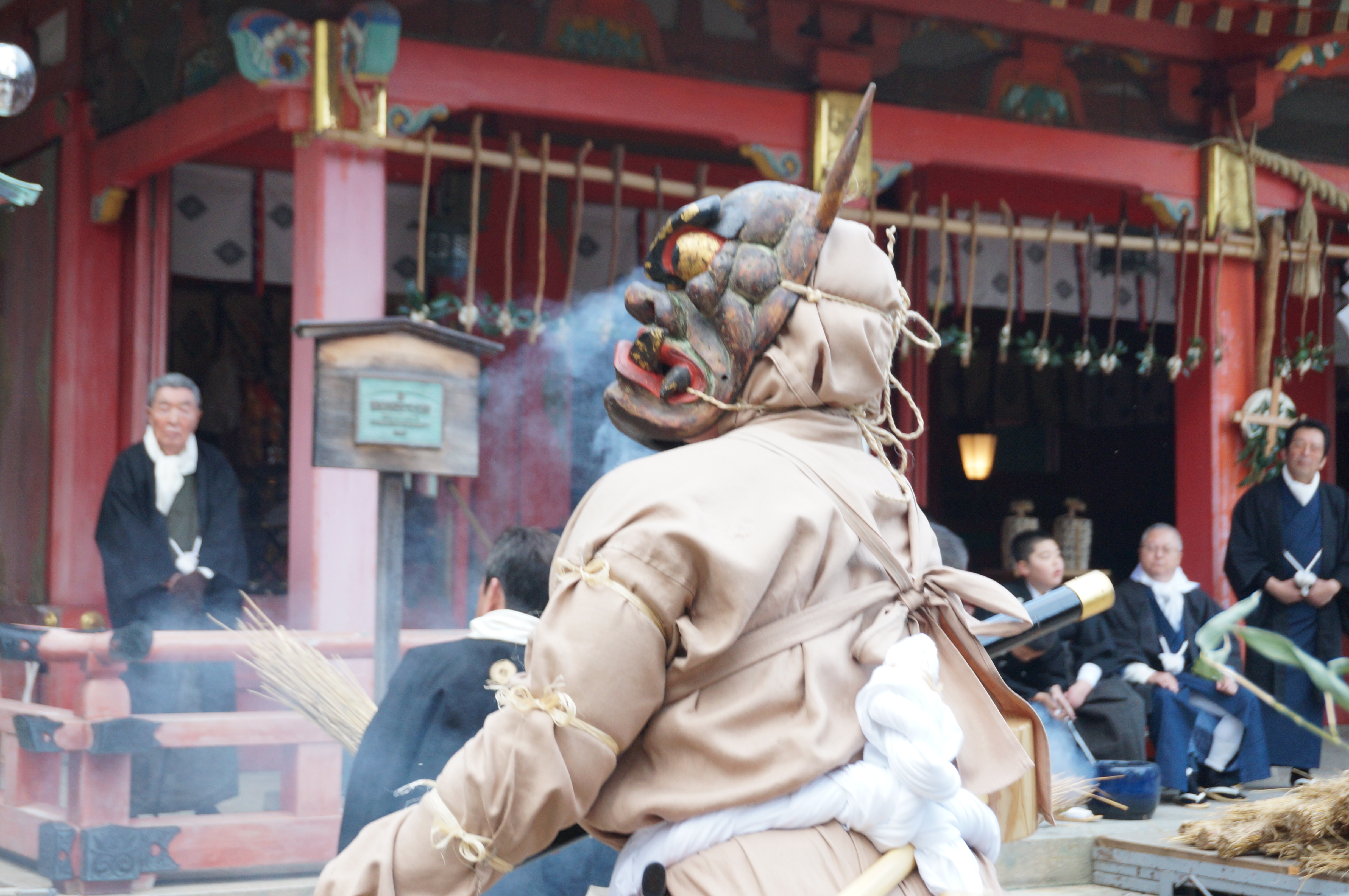
Representación de un oni (demonio japonés) durante el Tsuina-shiki Shinji

En octubre se celebra es un día especial (en'nichi) para el kami Kotoshironushi. Desde el periodo Muromachi, el setsubun de febrero, el Tsuina-shiki Shinji, se dedica a la seguridad del hogar y a alejar las desgracias. Este ritual de purificación sintoísta se designa como un evento de patrimonio cultural inmaterial. La ceremonia es una representación de la expulsión de demonios o malos espíritus.